# David Kross
Pour les articles homonymes, voir Kross.
David Kross est un acteur allemand né le 4 juillet 1990.
Il est surtout connu pour avoir incarné Michael Berg adolescent dans The Reader.

## Biographie
David Kross est né à Henstedt-Ulzburg près de Hambourg et a grandi dans la ville de Bargteheide où il fréquenta le lycée Eckhorst jusqu'en 2007.
Il a deux frères et une sœur.

## Filmographie

### Cinéma

#### Longs métrages
- 2002 : Les apprentis sorciers (Verzauberte Emma oder Hilfe, ich bin ein Junge... !) d'Oliver Dommenget : Paddy
- 2006 : Les Enragés (Knallhart) de Detlev Buck : Michael Polischka
- 2007 : Hände weg von Mississippi (de) de Detlev Buck : Bröckel, l'apprenti boulanger
- 2008 : The Reader de Stephen Daldry : Michael Berg jeune
- 2008 : Le Maître des sorciers (Krabat) de Marco Kreuzpaintner : Krabat
- 2009 : Same Same but Different de Detlev Buck : Ben
- 2011 : Cheval de guerre (War Horse) de Steven Spielberg : Gunther
- 2011 : Le bleu du ciel (Das Blaue vom Himmel) d'Hans Steinbichler : Junger Osvalds Kalnins
- 2012 : Anleitung zum Unglücklichsein de Sherry Hormann : Benno
- 2012 : Into The White de Petter Naess : Joseph
- 2013 : Angélique d'Ariel Zeitoun : Louis XIV
- 2013 : Michael Kohlhaas d'Arnaud des Pallières : Le prédicateur
- 2014 : Rico, Oskar und die Tieferschatten de Neele Leana Vollmar : Rainer Kiesling
- 2015 : Boy 7 de Özgür Yıldırım (de) : Sam, Boy 7
- 2016 : La Couleur de la victoire (Race) de Stephen Hopkins : Carl "Luz" Long
- 2017 : Simpel de Markus Goller : Simpel
- 2017 : Halal Daddy de Conor McDermottroe : Jasper
- 2018 : Le Vent de la liberté (Ballon) de Michael Herbig : Günther Wetzel
- 2019 : Trautmann de Marcus H. Rosenmüller : Bert Trautmann, le footballeur
- 2020 : La folie des hauteurs (Betonrausch) de Cüneyt Kaya : Viktor
- 2021 : The King’s Man : Première mission (The King's Man) de Matthew Vaughn : Adolf Hitler (scène mi-générique)
- 2021 : Les confessions du chevalier d'industrie Félix Krull (Bekenntnisse des Hochstaplers Felix Krull) de Detlev Buck : Marquis De Venosta
- 2021 : Comme des proies (Prey) de Thomas Sieben : Roman
- 2022 : A Stasi Comedy (Stasikomödie) de Leander Haußmann : Ludger Fuchs jeune
- 2023 : Der Pfau de Lutz Heineking : David Wächter

### Télévision

#### Séries télévisées
- 2002 : Alphateam - Die Lebensretter im OP : Paul Büchmann
- 2015 - 2016 : Couples : Un patient
- 2023 : Asbest : Wiktor

#### Téléfilm
- 2016 : Die Akte General de Stephan Wagner : Joachim Hell

## Doublage
- 2011 : Rio : Blu
- 2014 : Rio 2 : Blu

## Distinctions
- 2009 : Berlinale : Shooting Stars
- 2009 : Festival de Cannes : Trophée Chopard pour The Reader
- 2010 : Prix Askania
- 2010 : Audi Generation Award